# Бабушкин, Иван Васильевич
Ива́н Васи́льевич Ба́бушкин (3 (15) января 1873, село Леденгское, Тотемский уезд, Вологодская губерния — 5 (18) января 1906, Мысовск, Забайкальская область) — профессиональный революционер, большевик-«искровец». Известен под партийными псевдонимами «Николай Николаевич», «Богдан», «Новицкая» и другими. Был расстрелян в ходе карательной экспедиции Меллер-Закомельского в ходе Первой русской революции.

## Биография
Иван Васильевич Бабушкин родился 3 (15) января 1873 в селе Леденгском Вологодской губернии в крестьянской семье. В 5 лет лишился отца, из-за чего с детских лет Иван работал: сперва был «мальчиком» в лавке, затем (с 1887 по 1891 год) — учеником слесаря в торпедной мастерской Кронштадта. Летом 1891 года поступил слесарем в паровозо-механическую мастерскую на Семянниковский завод в Санкт-Петербурге, где проработал до 1896 года.
Путь Бабушкина в революцию начался в 1894 году, когда он начал заниматься в руководимом В. И. Лениным рабочем марксистском кружке. На следующий год Бабушкин уже активно работает в Петербургском «Союзе борьбы за освобождение рабочего класса». Он стал организатором новых рабочих кружков и библиотек, проводил работу не только с рабочими своего предприятия, но и на Александровском и Стеклянном заводах. В январе 1896 года арестован полицией, в феврале 1897 года — сослан в Екатеринослав (проходил по делу «Союза борьбы за освобождение рабочего класса»). В Екатеринославе продолжал революционную деятельность, помогая организовать местное отделение «Союза» (декабрь 1897 года), Екатеринославский комитет РСДРП (октябрь 1898 года) и в 1900 году — нелегальную газету «Южный рабочий». Активно сотрудничал с ленинской «Искрой»: был корреспондентом и агентом газеты.
В 1900-1901 годы в качестве агента «Искры» действовал в различных городах Российской империи (Москва, Смоленск, Полоцк, Орехово-Зуево, Иваново-Вознесенск). Под его руководством в октябре 1901 года в Орехово-Зуево была создана Орехово-Богородская организация РСДРП, первая в стране признавшая «Искру» своим центральным печатным органом. В декабре 1901 года Бабушкин был арестован на заседании Орехово-Богородского комитета РСДРП, в 1902 году сумел бежать из екатеринославской тюрьмы и переправиться в Лондон. В октябре того же года вернулся в Россию, участвовал в дискуссиях с «экономистами» и «зубатовцами». В январе 1903 года Бабушкина снова арестовали прямо на праздновании тридцатилетия и сослали в Верхоянск (Якутия). Был амнистирован в 1905 году.
Во время революции 1905 года был членом Иркутского и Читинского комитетов РСДРП, работал в газете большевиков «Забайкальский рабочий». Был одним из руководителей Читинского вооружённого восстания (с Виктором Курнатовским и Антоном Костюшко-Валюжаничем).
31 декабря 1905 (13 января 1906) года покинул Читу. Вместе с пятью товарищами сопровождал состав с оружием для рабочих Иркутска. Они были захвачены экспедицией генерала Александра Меллер-Закомельского, направленной для восстановления порядка, на станции Слюдянка. 5 (18) января 1906 года Иван Бабушкин и его товарищи, телеграфисты Иван Клюшников, Александр Савин и Тимофей Ермолаев, и рабочие Болеслав Бялых и Николай Воинов были расстреляны по приговору военно-полевого суда на станции Мысовая (ныне город Бабушкин, Бурятия). Своих настоящих имён они не назвали, и товарищи по партии об их судьбе узнали только в 1910 году.
«Бабушкин пал жертвой зверской расправы царского опричника, но, умирая, он знал, что дело, которому он отдал всю свою жизнь, не умрёт, что его будут делать десятки, сотни тысяч, миллионы других рук, что за это дело будут умирать другие товарищи-рабочие, что они будут бороться до тех пор, пока не победят», — писал в некрологе Ленин.

Жена и соратница революционера, Прасковья Никитична Бабушкина. Начало XX в.

## Семья
- отец — Василий Акинфиевич Бабушкин (? – 1878), крестьянин, дровосек казённого Леденгского солеваренного завода. Умер от кровоизлияния из горла.
- мать — Екатерина Платоновна Бабушкина (Сысоева), после смерти мужа переехала в Санкт-Петербург со старшим сыном и младшей дочерью и повторно вышла замуж.
- дядя по матери — Иван Платонович Сысоев; у него Иван Бабушкин некоторое время жил после смерти отца.
- старший брат — Николай Васильевич Бабушкин (1869–?).
- младшая сестра — Мария Васильевна Юнина (дев. Бабушкина) (1877–?).
  - племянник — Иван Михайлович Юнин (1910–1958), участник Великой Отечественной войны, Герой Советского Союза.
- супруга — Прасковья Никитична Бабушкина (дев. Рыбась) (1871–1953). Познакомилась с И.В. Бабушкиным в Екатеринославе в 1899 году[2].
  - дочь — Лидия (1899?–июнь 1903). Умерла в больнице в возрасте четырёх лет после того, как была помещена в тюремную камеру вместе с матерью[3].

## Память

### Топонимика

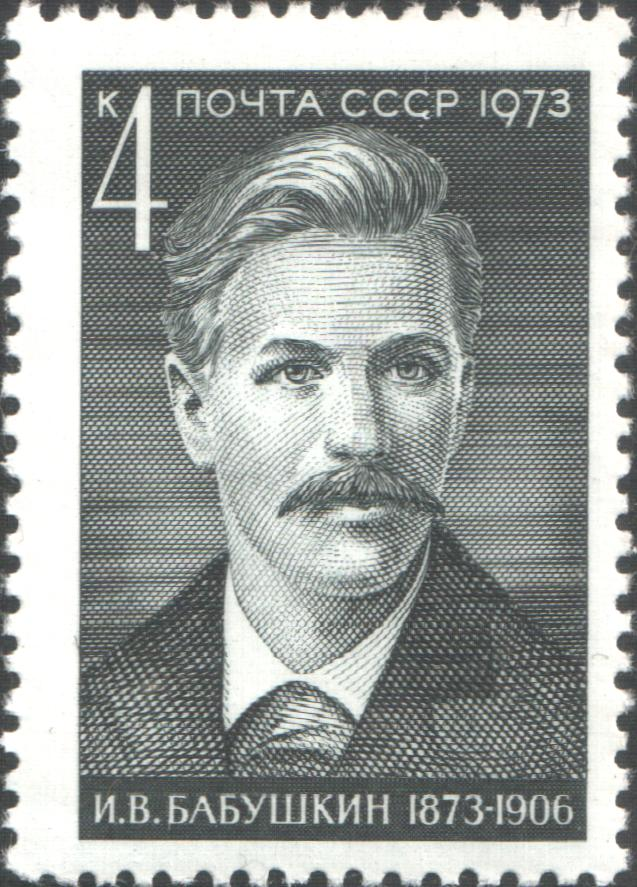
Почтовая марка СССР, 1973 год

В 1941 году именем И. В. Бабушкина названы его родное село и район в Вологодской области, город Мысовск в Бурятии, ранее — посёлок в составе города Челябинска (до 1926 года Васильевский выселок).
В честь И. В. Бабушкина названы улицы в следующих городах: в Москве, Санкт-Петербурге, Селе имени Бабушкина, Екатеринбурге, Краснодаре, Иркутске, Оренбурге, Орехово-Зуеве, Ногинске, Рязани, Саратове (Взвоз имени Бабушкина, с 1965 по 1990 год), Симферополе, Смоленске, Стерлитамаке,  Сыктывкаре, Сызрани, Таганроге, Улан-Удэ, Уфе, Череповце, Чите, Ярославле, Ижевске, Владимире, Липецке, Минске (Белоруссия), Гомеле (Белоруссия), Полоцке (Белоруссия), Караганде (Казахстан), Днепре (Украина, с 2015 года — улица Романа Шухевича), Киеве (Украина, с 2016 года — улица Марка Безручко).
Также в честь него названы переулки в Ростове-на-Дону, Тюмени, Чебоксарах и Гомеле, три переулка в Иваново, центре стачечной борьбы. В Вологде его именем в 1973 году была названа привокзальная площадь.
В Санкт-Петербурге имя революционера носит один из первых парков Невского районе, Парк культуры и отдыха имени И. В. Бабушкина.

### Музеи
- На родине революционера открыт дом-музей Ивана Бабушкина, с экспозицией, рассказывающей о народном быте крестьян XIX века.
- В 1966 году был открыт историко-краеведческий музей им. И.В. Бабушкина на станции Мысовая, где погиб революционер[4].

### Памятники
- В Санкт-Петербурге: бюст Бабушкина в парке имени И. В. Бабушкина (1956 г., не сохранился); бюст Бабушкина работы скульптора А. М. Игнатьева на Ново-Александровской улице у дома № 23 (1974 г.).
- Бюст революционеру установлен в Улан-Удэ у гимназии № 29 на улице Бабушкина.
- Бюст революционеру установлен в селе имени Бабушкина в 1956 г.
- Памятник И. В. Бабушкину установлен в Вологде.
- В Кронштадте на бывшей торпедной мастерской, в которой работал Бабушкин, установлена мемориальная доска (Макаровская улица, 2).
- В 2012 году в Санкт-Петербурге на стене здания заводоуправления Невского (бывш. Семянниковского) завода, где работал И. В. Бабушкин, была установлена мемориальная доска.

### Прочее
- Днепропетровский завод металлоконструкций им. И. В. Бабушкина (мостовой цех Брянского завода, в котором работал И. В. Бабушкин) носил имя революционера до 28 апреля 2017 г.
- С 1964 года Вологодская областная универсальная научная библиотека носит имя И. В. Бабушкина.
- К столетию революционера в 1973 году была выпущена почтовая марка СССР[5].
- Рудовоз «Иван Бабушкин», спущенный на воду в январе 1987 года на Николаевском судостроительном заводе «Океан»[6].
- Алмаз «Революционер Иван Бабушкин» (171 кар.), найденный в 1973 году в Якутии и хранящийся в Алмазном фонде Московского Кремля.

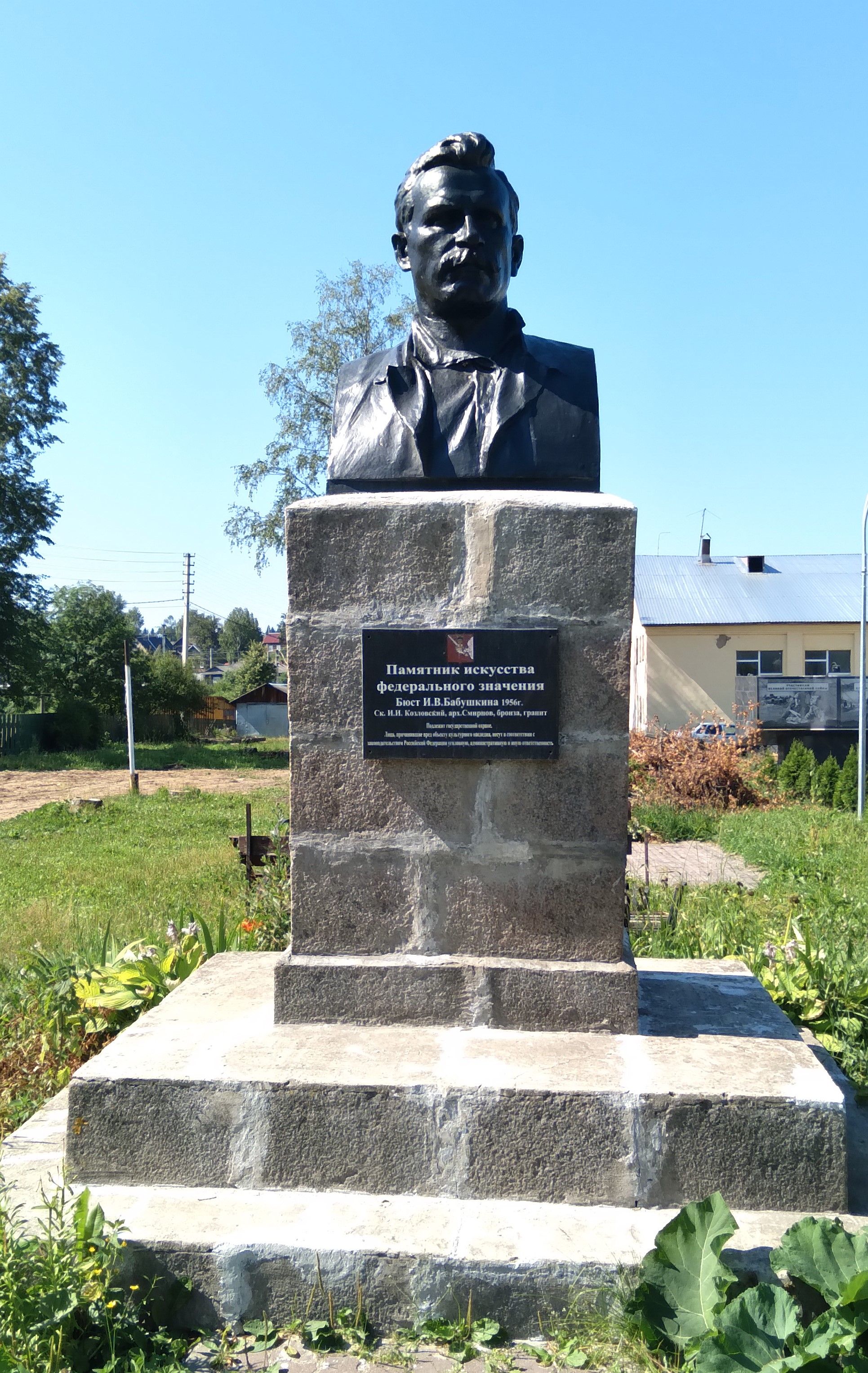
Бюст в Селе имени Бабушкина (Вологодская обл.)
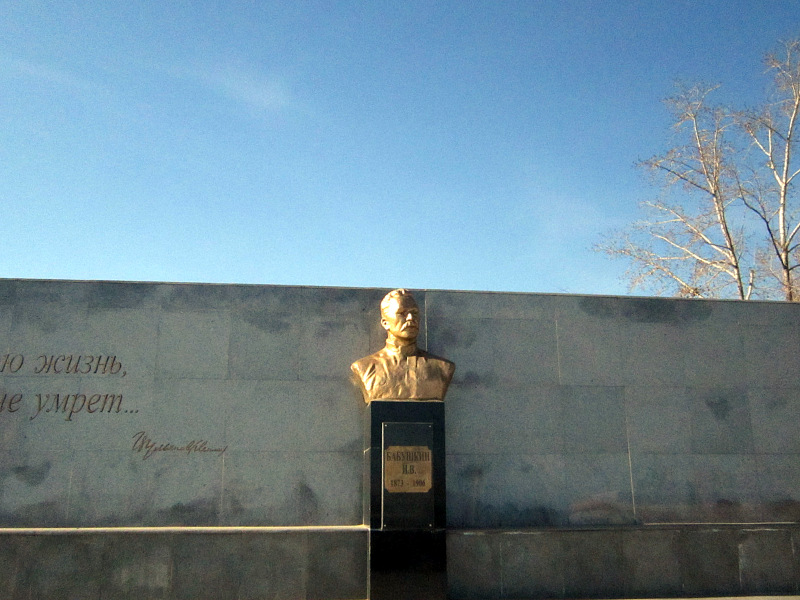
Бюст в Улан-Удэ
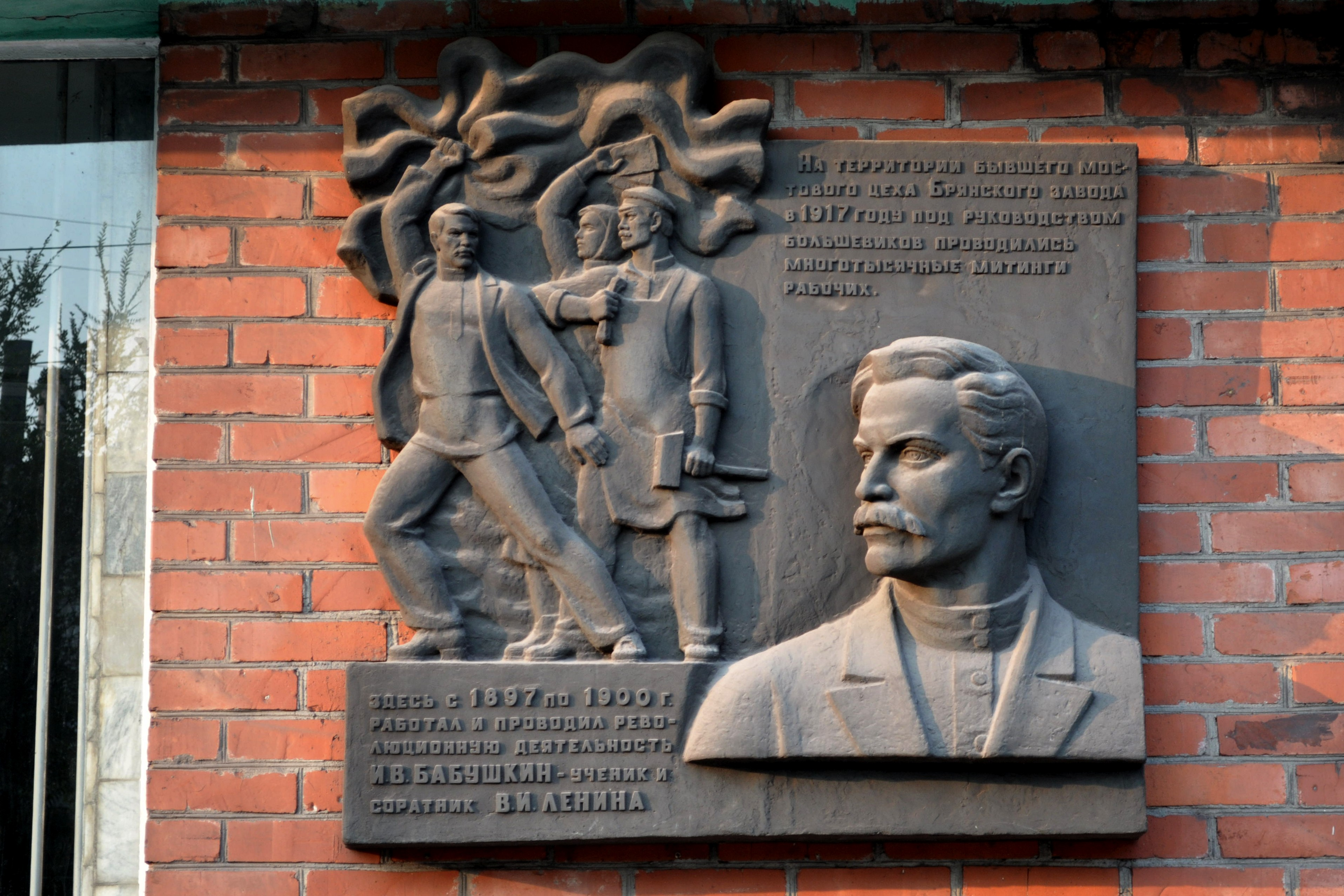
Мемориальная доска в Днепре
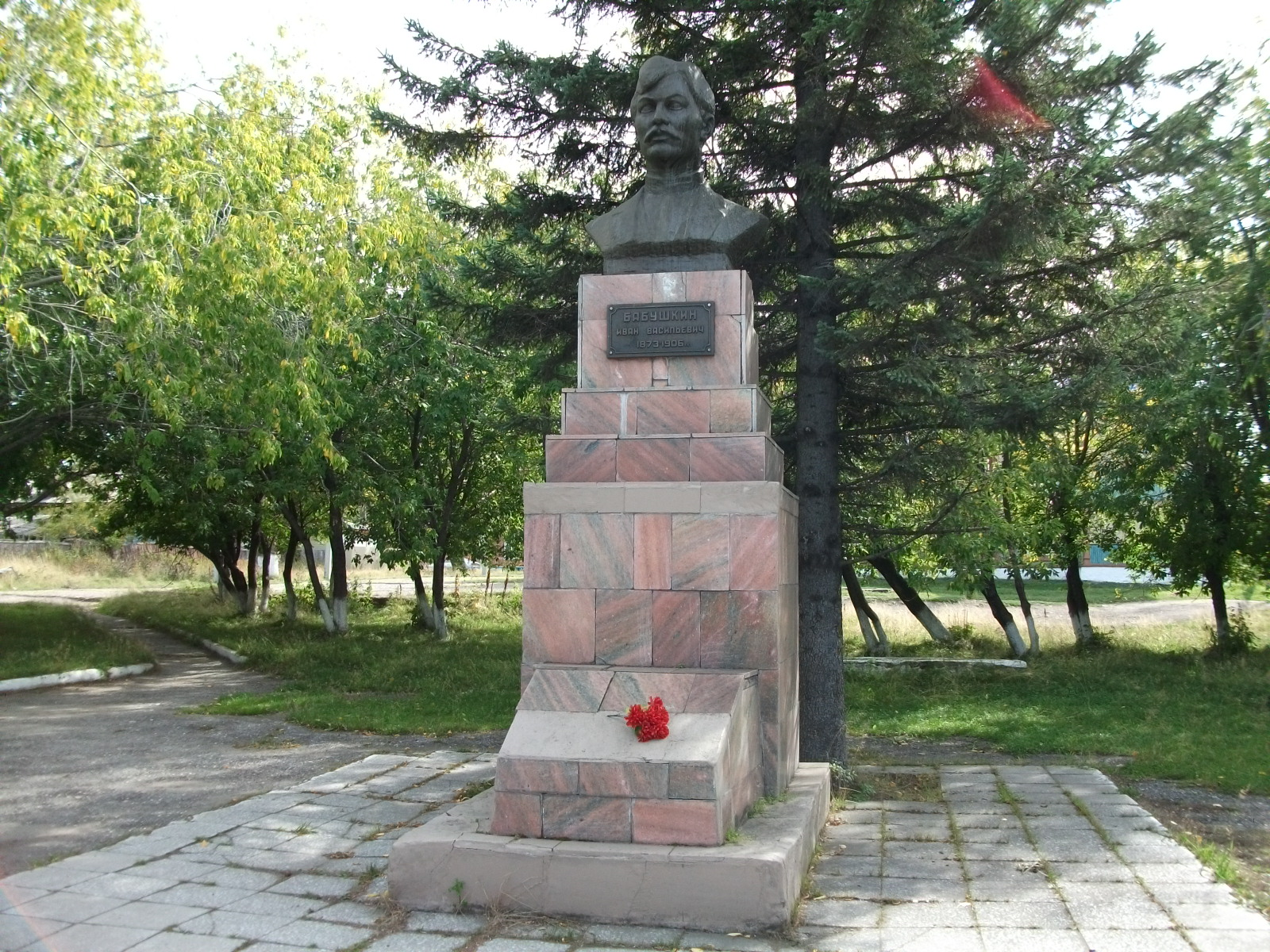
Бюст в г. Бабушкин (Кабанский р-н, респ. Бурятия)
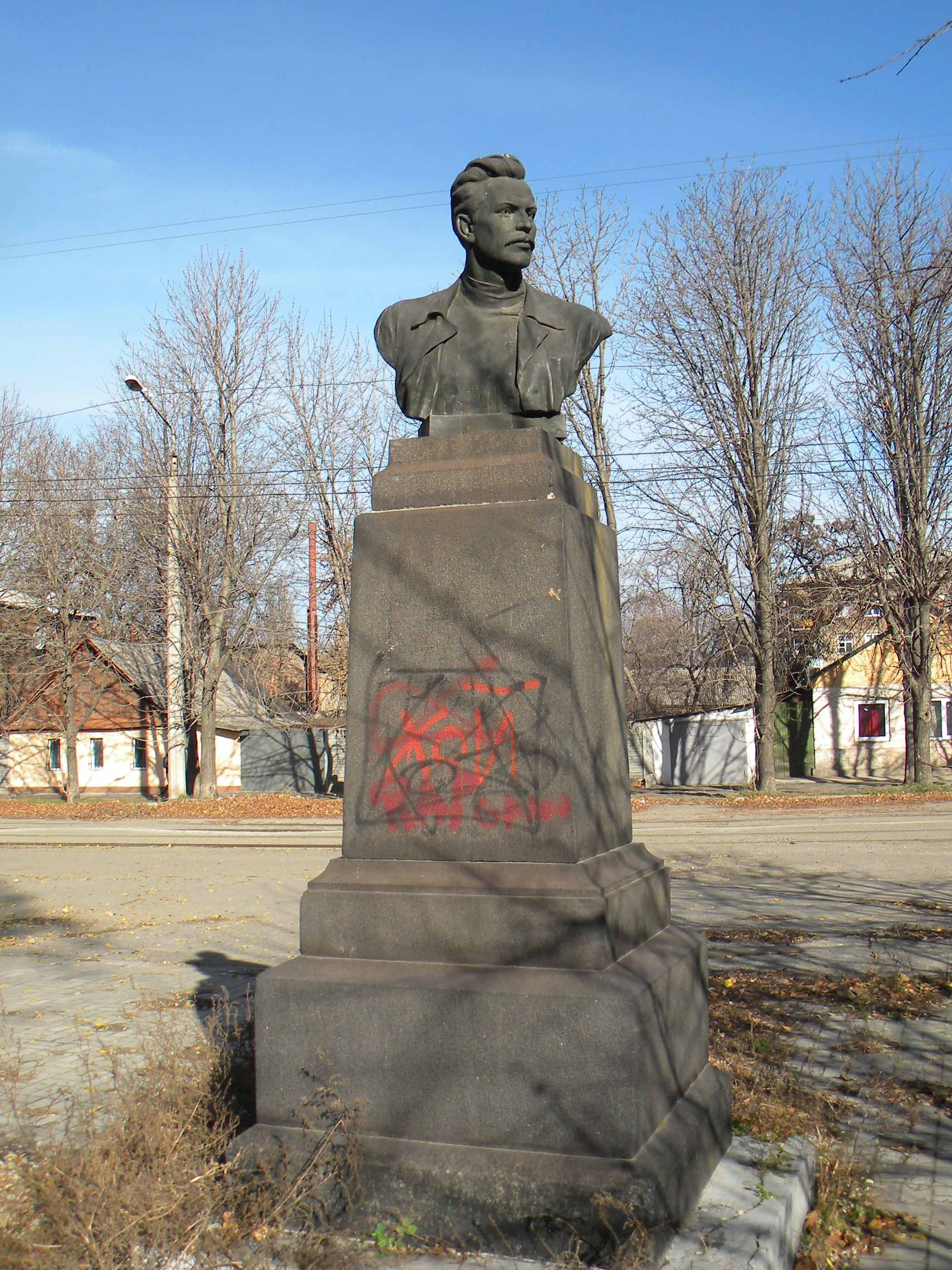
Бюст в Днепре, испорченный вандалами (2010 г.)

## В кинематографе
- Художественный 4-х серийный фильм «Иван Бабушкин» (режиссёр Кузнецов Г.М., 1985 год).